# 孙炜东
孙炜东（1967年4月—），男，中华人民共和国外交官，曾任中华人民共和国驻土库曼斯坦特命全权大使。

## 生平
1992年，进入中华人民共和国外交部工作，先后在驻俄罗斯大使馆、外交部欧亚司、外交部办公厅任职。2003年，任驻阿塞拜疆大使馆参赞。2009年，挂职中国石油天然气勘探开发公司副总经理。2011年，任驻哈萨克斯坦大使馆参赞，后升任公使衔参赞。2014年，任外交部欧亚司参赞。2016年8月，出任中华人民共和国驻土库曼斯坦大使。2020年，任驻俄罗斯大使馆公使。2024年5月，卸任驻俄罗斯大使馆公使一职。2025年4月，获推中国—中亚机制秘书处秘书长人选。

## 家庭
已婚，有一女。